# Clasificación de Concacaf para la Copa Mundial de Fútbol de 2022
La Clasificación de Concacaf para la Copa Mundial de Fútbol de 2022 fue el torneo que determinó a los clasificados por parte de esta confederación a la Copa del Mundo Catar 2022. La competencia comenzó en marzo de 2021 y finalizó en el mismo mes de 2022.
La Concacaf cuenta con 3.5 cupos para este proceso de clasificación, tras la decisión del Comité Ejecutivo de la FIFA de no modificar la distribución de plazas por confederación para la Copa Mundial de 2022.
El 10 de julio de 2019, se anunció el formato con el que se llevará a cabo este proceso. Con base en la Clasificación FIFA de junio de 2020, los mejores 6 equipos del ranking FIFA participarán directamente en un hexagonal en partidos a visita recíproca, donde los mejores 3 equipos clasificarán directamente al mundial, mientras que el resto de seleccionados se medirán en una fase de grupos de 8 grupos (5 grupos de 4 equipos y 3 grupos de 3 equipos) en partidos a visita recíproca, donde el primero de cada grupo pasará a una fase de eliminación directa con partidos de ida y vuelta. El ganador de la fase de eliminación directa se medirá contra el cuarto lugar del hexagonal en octubre de 2021 a visita recíproca para definir el representante que participará en el repechaje intercontinental de la FIFA.
El 27 de julio de 2020, en consideración a las suspensiones de Fechas FIFA durante la mayor parte de 2020, debido a la Pandemia de COVID-19, y a la  imposibilidad de los equipos de mejorar su ranking para formar parte del hexagonal previsto, Concacaf anuncio un nuevo formato de clasificación para su región, consistente en una primera fase -para las 30 selecciones clasificadas entre los puestos 6-35 del ranking FIFA de Concacaf de julio de 2020- con 6 grupos de cinco integrantes cada uno, en los que cada selección jugaría dos partidos en casa y dos de visitante, clasificándose los primeros a una segunda fase, en la que se enfrentarían en tres eliminatorias a ida y vuelta. De estas eliminatorias clasificarían tres selecciones, que se unirían a las 5 primeras selecciones de Concacaf del ranking FIFA de julio de 2020 para disputar una tercera fase (octogonal) a 2 ruedas, tras la cual, los tres primeros clasificarían directamente para la Copa Mundial de Fútbol de 2022, mientras que el cuarto clasificado disputaría un play-off intercontinental contra el ganador de la eliminatoria de Oceanía (OFC).

## Formato de competición

### Formato original
El 10 de julio de 2019, Concacaf anunció un formato de clasificación reestructurado para la Copa Mundial de Fútbol de 2022. Después de que la confederación anunció inicialmente en marzo de 2018 que usarían el Ranking de Clasificación de Concacaf para determinar la distribución de los equipos para clasificar a los torneos internacionales, se determinó que se utilizarían las Clasificaciones de la FIFA.
- Hexagonal final: Los seis mejores equipos de Concacaf, según el Ranking FIFA de junio de 2020, jugarán partidos de ida y vuelta en un solo grupo. Los tres mejores equipos se clasificarán para la Copa del Mundo, y el cuarto lugar avanzará a la eliminatoria por la repesca intercontinental.

- Fase de grupos/Fase de eliminación directa: Los equipos restantes de Concacaf (clasificados del 7° al 35° lugar según el Ranking FIFA de junio de 2020) se dividirán en ocho grupos (cinco grupos de cuatro equipos y tres grupos de tres equipos) para jugar una fase de grupos a visita recíproca. Los ganadores de cada grupo avanzarán a una etapa eliminatoria, que consiste en cuartos de final, semifinales y final que se jugarán en series a ida y vuelta. El ganador de la etapa eliminatoria avanzará a la ronda de Play-off por la repesca intercontinental.

- Play-off por el repechaje: El cuarto puesto del Hexagonal se enfrentará al ganador de la etapa de eliminación directa en un partido a ida y vuelta. El vencedor tendrá el cupo a la repesca intercontinental ante otra selección de otra confederación.

### Nuevo formato
Sin embargo, el 25 de junio de 2020, luego de la decisión de la FIFA de posponer la ventana internacional de septiembre de 2020 debido a la Pandemia de COVID-19, Concacaf señaló que "los desafíos presentados por los aplazamientos en el calendario de fútbol y el ciclo incompleto de clasificación de la FIFA en nuestra confederación, significa nuestro actual proceso de clasificación para la Copa Mundial se ha visto comprometido y será cambiado".
El 27 de julio de 2020, Concacaf anunció un nuevo formato de clasificación para la Copa Mundial de Fútbol de 2022.
Para la primera ronda, los equipos de Concacaf clasificados entre el sexto y trigésimo quinto puesto según la Clasificación de la FIFA de julio de 2020, se agrupan en seis grupos de cinco, los ganadores de cada grupo clasifican a la segunda ronda.
Para la segunda ronda, los seis ganadores de cada grupo de la primera, jugarán una eliminatoria a doble partido. Los tres ganadores avanzarán a la ronda final.
Para la ronda final, los tres ganadores de la segunda ronda se unirán a los cinco mejores equipos de Concacaf según la clasificación de la FIFA de julio de 2020 y jugarán un octagonal final por sistema de liga. Los tres mejores equipos se clasifican para la Copa del Mundo, y el cuarto clasificado avanza a la repesca internacional.
Si dos o más equipos terminan sus partidos empatados a puntos, se aplican los siguientes criterios de desempate (de acuerdo con los artículos 20,4 y 20,6 del reglamento de la competición preliminar de la Copa Mundial de la FIFA 2022):
- Mayor diferencia de goles en todos los partidos de grupo.
- Mayor cantidad de goles marcados en todos los partidos de grupo.
- Mayor cantidad de puntos obtenidos en los partidos entre los equipos en cuestión.
- Mayor diferencia de goles en los partidos entre los equipos en cuestión.
- Mayor cantidad de goles marcados en los partidos entre los equipos en cuestión.
- Mayor cantidad de goles marcados en condición de visitante (si el empate es solo entre dos equipos).
- Bajo la aprobación de la Comisión Organizadora de la FIFA, un partido de desempate en un campo neutral con un tiempo extra de dos periodos de 15 minutos y tiros desde el punto penal si fuese necesario.

## Equipos participantes
De las 41 asociaciones de fútbol afiliadas a la Concacaf, 35 participarán en el proceso clasificatorio. Para determinar en qué ronda participarán los equipos, se tomara en cuenta el Ranking FIFA que se publicó en julio de 2020.
- Las 5 selecciones con el ranking más alto, clasificadas del puesto 1 al 5, clasificaran directamente a la Ronda final.
- El resto de selecciones del ranking (puestos 6 al 35) hacen su aparición en la primera fase.

| Equipos en tercera ronda (Ranking FIFA 1.º – 5.º)                                         | Equipos en primera ronda (Ranking FIFA 6.º – 35.º) | Equipos en primera ronda (Ranking FIFA 6.º – 35.º) |
| ----------------------------------------------------------------------------------------- | --- | --- |
| 1. México (11) 2. Estados Unidos (22) 3. Costa Rica (46) 4. Jamaica (48) 5. Honduras (62) | 6. El Salvador (69) 7. Canadá (73) 8. Curazao (80) 9. Panamá (81) 10. Haití (86) 11. Trinidad y Tobago (105) 12. Antigua y Barbuda (126) 13. Guatemala (130) 14. San Cristóbal y Nieves (139) 15. Surinam (141) 16. Nicaragua (151) 17. República Dominicana (158) 18. Granada (159) 19. Barbados (162) 20. Guyana (166) | 21. San Vicente y las Granadinas (167) 22. Bermudas (168) 23. Belice (170) 24. Santa Lucía (176) 25. Puerto Rico (178) 26. Cuba (179) 27. Montserrat (183) 28. Dominica (184) 29. Islas Caimán (193) 30. Bahamas (195) 31. Aruba (200) 32. Islas Turcas y Caicos (203) 33. Islas Vírgenes de los Estados Unidos (207) 34. Islas Vírgenes Británicas (208) 35. Anguila (210) |

Las siguientes 6 selecciones están afiliadas a la Concacaf, pero no participaron en el torneo clasificatorio por no ser miembros afiliados a la FIFA:
| - Bonaire - Guadalupe | - Guayana Francesa - Martinica | - Saint-Martin - Sint Maarten |

### Retiros
- Santa Lucía: La selección de Santa Lucía se retiró de las eliminatorias por problemas económicos en su país causados por la Pandemia de COVID-19.

## Calendario
El calendario del torneo fue modificado el 4 de diciembre de 2020 por la Concacaf.
| \| Fase \| Jornada \| Fecha \| \| ------------------------------- \| ---------- \| --------------------------------- \| \| Primera ronda (Fase de grupos) \| Jornada 1 \| 24 al 25 de marzo de 2021 \| \| Primera ronda (Fase de grupos) \| Jornada 2 \| 27 al 28 de marzo de 2021 \| \| Primera ronda (Fase de grupos) \| Jornada 3 \| 30 de marzo al 2 de junio de 2021 \| \| Primera ronda (Fase de grupos) \| Jornada 4 \| 4 al 5 de junio de 2021 \| \| Primera ronda (Fase de grupos) \| Jornada 5 \| 8 de junio de 2021 \| \| Segunda ronda (Play-offs) \| Ida \| 12 de junio de 2021 \| \| Segunda ronda (Play-offs) \| Vuelta \| 15 de junio de 2021 \| \| Tercera ronda (Octagonal final) \| Jornada 1 \| 2 de septiembre de 2021 \| \| Tercera ronda (Octagonal final) \| Jornada 2 \| 5 de septiembre de 2021 \| \| Tercera ronda (Octagonal final) \| Jornada 3 \| 8 de septiembre de 2021 \| \| Tercera ronda (Octagonal final) \| Jornada 4 \| 7 de octubre de 2021 \| \| Tercera ronda (Octagonal final) \| Jornada 5 \| 10 de octubre de 2021 \| \| Tercera ronda (Octagonal final) \| Jornada 6 \| 13 de octubre de 2021 \| \| Tercera ronda (Octagonal final) \| Jornada 7 \| 12 de noviembre de 2021 \| \| Tercera ronda (Octagonal final) \| Jornada 8 \| 16 de noviembre de 2021 \| \| Tercera ronda (Octagonal final) \| Jornada 9 \| 27 de enero de 2022 \| \| Tercera ronda (Octagonal final) \| Jornada 10 \| 30 de enero de 2022 \| \| Tercera ronda (Octagonal final) \| Jornada 11 \| 2 de febrero de 2022 \| \| Tercera ronda (Octagonal final) \| Jornada 12 \| 24 de marzo de 2022 \| \| Tercera ronda (Octagonal final) \| Jornada 13 \| 27 de marzo de 2022 \| \| Tercera ronda (Octagonal final) \| Jornada 14 \| 30 de marzo de 2022 \| |            |                                   |
| Fase | Jornada    | Fecha                             |
| Primera ronda (Fase de grupos) | Jornada 1  | 24 al 25 de marzo de 2021         |
| Primera ronda (Fase de grupos) | Jornada 2  | 27 al 28 de marzo de 2021         |
| Primera ronda (Fase de grupos) | Jornada 3  | 30 de marzo al 2 de junio de 2021 |
| Primera ronda (Fase de grupos) | Jornada 4  | 4 al 5 de junio de 2021           |
| Primera ronda (Fase de grupos) | Jornada 5  | 8 de junio de 2021                |
| Segunda ronda (Play-offs) | Ida        | 12 de junio de 2021               |
| Segunda ronda (Play-offs) | Vuelta     | 15 de junio de 2021               |
| Tercera ronda (Octagonal final) | Jornada 1  | 2 de septiembre de 2021           |
| Tercera ronda (Octagonal final) | Jornada 2  | 5 de septiembre de 2021           |
| Tercera ronda (Octagonal final) | Jornada 3  | 8 de septiembre de 2021           |
| Tercera ronda (Octagonal final) | Jornada 4  | 7 de octubre de 2021              |
| Tercera ronda (Octagonal final) | Jornada 5  | 10 de octubre de 2021             |
| Tercera ronda (Octagonal final) | Jornada 6  | 13 de octubre de 2021             |
| Tercera ronda (Octagonal final) | Jornada 7  | 12 de noviembre de 2021           |
| Tercera ronda (Octagonal final) | Jornada 8  | 16 de noviembre de 2021           |
| Tercera ronda (Octagonal final) | Jornada 9  | 27 de enero de 2022               |
| Tercera ronda (Octagonal final) | Jornada 10 | 30 de enero de 2022               |
| Tercera ronda (Octagonal final) | Jornada 11 | 2 de febrero de 2022              |
| Tercera ronda (Octagonal final) | Jornada 12 | 24 de marzo de 2022               |
| Tercera ronda (Octagonal final) | Jornada 13 | 27 de marzo de 2022               |
| Tercera ronda (Octagonal final) | Jornada 14 | 30 de marzo de 2022               |

## Primera ronda
Las treinta selecciones que inician esta ronda fueron distribuidas en seis grupos de cinco equipos. Los grupos quedaron definidos luego del sorteo que se realizó en la sede de la FIFA, en Zúrich, Suiza, el cual tuvo lugar el día 19 de agosto de 2020. Las selecciones que se posicionen primeras en cada grupo pasarán a la segunda ronda.
La selección de fútbol de Santa Lucía anunció su retiro de la competición días antes de su primer partido, debido a las restricciones impuestas por la Pandemia de COVID-19.

### Grupo A
| Pos. | Equipo                      | Pts. | PJ | G | E | P | GF | GC | Dif. | Clasificación                |     | Bandera de El Salvador | Bandera de Montserrat | Bandera de Antigua y Barbuda | Bandera de Granada | Bandera de Islas Vírgenes de los Estados Unidos |
| ---- | --------------------------- | ---- | -- | - | - | - | -- | -- | ---- | ---------------------------- | --- | ---------------------- | --------------------- | ---------------------------- | ------------------ | ----------------------------------------------- |
| 1    | El Salvador                 | 10   | 4  | 3 | 1 | 0 | 13 | 1  | +12  | Clasifica a la segunda ronda |     | —                      |                       | 3–0                          | 2–0                |                                                 |
| 2    | Montserrat                  | 8    | 4  | 2 | 2 | 0 | 9  | 4  | +5   |                              |     | 1–1                    | —                     |                              |                    | 4–0                                             |
| 3    | Antigua y Barbuda           | 7    | 4  | 2 | 1 | 1 | 6  | 5  | +1   |                              |     | 2–2                    | —                     | 1–0                          |                    |                                                 |
| 4    | Granada                     | 3    | 4  | 1 | 0 | 3 | 2  | 5  | −3   |                              |     | 1–2                    |                       | —                            | 1–0                |                                                 |
| 5    | Islas Vírgenes de los E. U. | 0    | 4  | 0 | 0 | 4 | 0  | 15 | −15  |                              | 0–7 |                        | 0–3                   |                              | —                  |                                                 |

 Fuente: FIFA
Criterios de clasificación: criterios FIFA de desempate.
| \| Fecha \| Lugar \| Local \| \| Resultado \| \| Visitante \| \| ------------------- \| ------------------------------------ \| --------------------------- \| \| ------------------------------------------------------------------------------------------------------- \| \| --------------------------- \| \| 24 de marzo de 2021 \| Willemstad (Curazao) \| Antigua y Barbuda \| \| 2 – 2 (enlace roto disponible en Internet Archive; véase el historial, la primera versión y la última). \| \| Montserrat \| \| 25 de marzo de 2021 \| San Salvador \| El Salvador \| \| 2 – 0 (enlace roto disponible en Internet Archive; véase el historial, la primera versión y la última). \| \| Granada \| \| 27 de marzo de 2021 \| Saint Croix \| Islas Vírgenes de los E. U. \| \| 0 – 3 Archivado el 28 de marzo de 2021 en Wayback Machine. \| \| Antigua y Barbuda \| \| 28 de marzo de 2021 \| Willemstad (Curazao) \| Montserrat \| \| 1 – 1 (enlace roto disponible en Internet Archive; véase el historial, la primera versión y la última). \| \| El Salvador \| \| 30 de marzo de 2021 \| Saint George \| Granada \| \| 1 – 0 Archivado el 14 de abril de 2021 en Wayback Machine. \| \| Islas Vírgenes de los E. U. \| \| 2 de junio de 2021 \| San Cristóbal (República Dominicana) \| Montserrat \| \| 4 – 0 (enlace roto disponible en Internet Archive; véase el historial, la primera versión y la última). \| \| Islas Vírgenes de los E. U. \| \| 4 de junio de 2021 \| Antigua \| Antigua y Barbuda \| \| 1 – 0 (enlace roto disponible en Internet Archive; véase el historial, la primera versión y la última). \| \| Granada \| \| 5 de junio de 2021 \| Saint Croix \| Islas Vírgenes de los E. U. \| \| 0 – 7 Archivado el 5 de junio de 2021 en Wayback Machine. \| \| El Salvador \| \| 8 de junio de 2021 \| Saint George \| Granada \| \| 1 – 2 Archivado el 21 de junio de 2021 en Wayback Machine. \| \| Montserrat \| \| 8 de junio de 2021 \| San Salvador \| El Salvador \| \| 3 – 0 Archivado el 9 de junio de 2021 en Wayback Machine. \| \| Antigua y Barbuda \| |                                      |                             |                                                 | |                                                 |                             |
| Fecha | Lugar                                | Local                       |                                                 | Resultado                                                                                               |                                                 | Visitante                   |
| 24 de marzo de 2021 | Willemstad (Curazao)                 | Antigua y Barbuda           | Bandera de Antigua y Barbuda                    | 2 – 2 (enlace roto disponible en Internet Archive; véase el historial, la primera versión y la última). | Bandera de Montserrat                           | Montserrat                  |
| 25 de marzo de 2021 | San Salvador                         | El Salvador                 | Bandera de El Salvador                          | 2 – 0 (enlace roto disponible en Internet Archive; véase el historial, la primera versión y la última). | Bandera de Granada                              | Granada                     |
| 27 de marzo de 2021 | Saint Croix                          | Islas Vírgenes de los E. U. | Bandera de Islas Vírgenes de los Estados Unidos | 0 – 3 Archivado el 28 de marzo de 2021 en Wayback Machine.                                              | Bandera de Antigua y Barbuda                    | Antigua y Barbuda           |
| 28 de marzo de 2021 | Willemstad (Curazao)                 | Montserrat                  | Bandera de Montserrat                           | 1 – 1 (enlace roto disponible en Internet Archive; véase el historial, la primera versión y la última). | Bandera de El Salvador                          | El Salvador                 |
| 30 de marzo de 2021 | Saint George                         | Granada                     | Bandera de Granada                              | 1 – 0 Archivado el 14 de abril de 2021 en Wayback Machine.                                              | Bandera de Islas Vírgenes de los Estados Unidos | Islas Vírgenes de los E. U. |
| 2 de junio de 2021 | San Cristóbal (República Dominicana) | Montserrat                  | Bandera de Montserrat                           | 4 – 0 (enlace roto disponible en Internet Archive; véase el historial, la primera versión y la última). | Bandera de Islas Vírgenes de los Estados Unidos | Islas Vírgenes de los E. U. |
| 4 de junio de 2021 | Antigua                              | Antigua y Barbuda           | Bandera de Antigua y Barbuda                    | 1 – 0 (enlace roto disponible en Internet Archive; véase el historial, la primera versión y la última). | Bandera de Granada                              | Granada                     |
| 5 de junio de 2021 | Saint Croix                          | Islas Vírgenes de los E. U. | Bandera de Islas Vírgenes de los Estados Unidos | 0 – 7 Archivado el 5 de junio de 2021 en Wayback Machine.                                               | Bandera de El Salvador                          | El Salvador                 |
| 8 de junio de 2021 | Saint George                         | Granada                     | Bandera de Granada                              | 1 – 2 Archivado el 21 de junio de 2021 en Wayback Machine.                                              | Bandera de Montserrat                           | Montserrat                  |
| 8 de junio de 2021 | San Salvador                         | El Salvador                 | Bandera de El Salvador                          | 3 – 0 Archivado el 9 de junio de 2021 en Wayback Machine.                                               | Bandera de Antigua y Barbuda                    | Antigua y Barbuda           |

### Grupo B
| Pos. | Equipo       | Pts. | PJ | G | E | P | GF | GC | Dif. | Clasificación                |      | Bandera de Canadá | Bandera de Surinam | Bandera de Bermudas | Bandera de Aruba | Bandera de Islas Caimán |
| ---- | ------------ | ---- | -- | - | - | - | -- | -- | ---- | ---------------------------- | ---- | ----------------- | ------------------ | ------------------- | ---------------- | ----------------------- |
| 1    | Canadá       | 12   | 4  | 4 | 0 | 0 | 27 | 1  | +26  | Clasifica a la segunda ronda |      | —                 | 4–0                | 5–1                 |                  |                         |
| 2    | Surinam      | 9    | 4  | 3 | 0 | 1 | 15 | 4  | +11  |                              |      |                   | —                  | 6–0                 |                  | 3–0                     |
| 3    | Bermudas     | 4    | 4  | 1 | 1 | 2 | 7  | 12 | −5   |                              |      |                   | —                  | 5–0                 | 1–1              |                         |
| 4    | Aruba        | 3    | 4  | 1 | 0 | 3 | 3  | 19 | −16  |                              | 0–7  | 0–6               |                    | —                   |                  |                         |
| 5    | Islas Caimán | 1    | 4  | 0 | 1 | 3 | 2  | 18 | −16  |                              | 0–11 |                   |                    | 1–3                 | —                |                         |

 Fuente: FIFA
Criterios de clasificación: criterios FIFA de desempate.
| \| Fecha \| Lugar \| Local \| \| Resultado \| \| Visitante \| \| ------------------------- \| --------------------------- \| ------------ \| \| -------------------------------------------------------------------------------------------------------- \| \| ------------ \| \| 24 de marzo de 2021 \| Paramaribo \| Surinam \| \| 3 – 0 (enlace roto disponible en Internet Archive; véase el historial, la primera versión y la última). \| \| Islas Caimán \| \| 25 de marzo de 2021 \| Orlando (Estados Unidos) \| Canadá \| \| 5 – 1 (enlace roto disponible en Internet Archive; véase el historial, la primera versión y la última). \| \| Bermudas \| \| 27 de marzo de 2021 \| Bradenton (Estados Unidos) \| Aruba \| \| 0 – 6 (enlace roto disponible en Internet Archive; véase el historial, la primera versión y la última). \| \| Surinam \| \| 29 de marzo de 2021[n. 1] \| Bradenton (Estados Unidos) \| Islas Caimán \| \| 0 – 11 (enlace roto disponible en Internet Archive; véase el historial, la primera versión y la última). \| \| Canadá \| \| 30 de marzo de 2021 \| Bradenton (Estados Unidos) \| Bermudas \| \| 5 – 0 Archivado el 14 de abril de 2021 en Wayback Machine. \| \| Aruba \| \| 2 de junio de 2021 \| Bradenton (Estados Unidos) \| Islas Caimán \| \| 1 – 3 (enlace roto disponible en Internet Archive; véase el historial, la primera versión y la última). \| \| Aruba \| \| 4 de junio de 2021 \| Paramaribo \| Surinam \| \| 6 – 0 (enlace roto disponible en Internet Archive; véase el historial, la primera versión y la última). \| \| Bermudas \| \| 5 de junio de 2021 \| Bradenton (Estados Unidos) \| Aruba \| \| 0 – 7 Archivado el 21 de junio de 2021 en Wayback Machine. \| \| Canadá \| \| 8 de junio de 2021 \| Bradenton (Estados Unidos) \| Bermudas \| \| 1 – 1 Archivado el 21 de junio de 2021 en Wayback Machine. \| \| Islas Caimán \| \| 8 de junio de 2021 \| Bridgeview (Estados Unidos) \| Canadá \| \| 4 – 0 Archivado el 10 de junio de 2021 en Wayback Machine. \| \| Surinam \| |                             |              |                         | |                         |              |
| Fecha | Lugar                       | Local        |                         | Resultado                                                                                                |                         | Visitante    |
| 24 de marzo de 2021 | Paramaribo                  | Surinam      | Bandera de Surinam      | 3 – 0 (enlace roto disponible en Internet Archive; véase el historial, la primera versión y la última).  | Bandera de Islas Caimán | Islas Caimán |
| 25 de marzo de 2021 | Orlando (Estados Unidos)    | Canadá       | Bandera de Canadá       | 5 – 1 (enlace roto disponible en Internet Archive; véase el historial, la primera versión y la última).  | Bandera de Bermudas     | Bermudas     |
| 27 de marzo de 2021 | Bradenton (Estados Unidos)  | Aruba        | Bandera de Aruba        | 0 – 6 (enlace roto disponible en Internet Archive; véase el historial, la primera versión y la última).  | Bandera de Surinam      | Surinam      |
| 29 de marzo de 2021 | Bradenton (Estados Unidos)  | Islas Caimán | Bandera de Islas Caimán | 0 – 11 (enlace roto disponible en Internet Archive; véase el historial, la primera versión y la última). | Bandera de Canadá       | Canadá       |
| 30 de marzo de 2021 | Bradenton (Estados Unidos)  | Bermudas     | Bandera de Bermudas     | 5 – 0 Archivado el 14 de abril de 2021 en Wayback Machine.                                               | Bandera de Aruba        | Aruba        |
| 2 de junio de 2021 | Bradenton (Estados Unidos)  | Islas Caimán | Bandera de Islas Caimán | 1 – 3 (enlace roto disponible en Internet Archive; véase el historial, la primera versión y la última).  | Bandera de Aruba        | Aruba        |
| 4 de junio de 2021 | Paramaribo                  | Surinam      | Bandera de Surinam      | 6 – 0 (enlace roto disponible en Internet Archive; véase el historial, la primera versión y la última).  | Bandera de Bermudas     | Bermudas     |
| 5 de junio de 2021 | Bradenton (Estados Unidos)  | Aruba        | Bandera de Aruba        | 0 – 7 Archivado el 21 de junio de 2021 en Wayback Machine.                                               | Bandera de Canadá       | Canadá       |
| 8 de junio de 2021 | Bradenton (Estados Unidos)  | Bermudas     | Bandera de Bermudas     | 1 – 1 Archivado el 21 de junio de 2021 en Wayback Machine.                                               | Bandera de Islas Caimán | Islas Caimán |
| 8 de junio de 2021 | Bridgeview (Estados Unidos) | Canadá       | Bandera de Canadá       | 4 – 0 Archivado el 10 de junio de 2021 en Wayback Machine.                                               | Bandera de Surinam      | Surinam      |

### Grupo C
| Pos. | Equipo                       | Pts. | PJ | G | E | P | GF | GC | Dif. | Clasificación                |     | Bandera de Curazao | Bandera de Guatemala | Bandera de Cuba | Bandera de San Vicente y las Granadinas | Bandera de Islas Vírgenes Británicas |
| ---- | ---------------------------- | ---- | -- | - | - | - | -- | -- | ---- | ---------------------------- | --- | ------------------ | -------------------- | --------------- | --------------------------------------- | ------------------------------------ |
| 1    | Curazao                      | 10   | 4  | 3 | 1 | 0 | 15 | 1  | +14  | Clasifica a la segunda ronda |     | —                  | 0–0                  |                 | 5–0                                     |                                      |
| 2    | Guatemala                    | 10   | 4  | 3 | 1 | 0 | 14 | 0  | +14  |                              |     |                    | —                    | 1–0             | 10–0                                    |                                      |
| 3    | Cuba                         | 6    | 4  | 2 | 0 | 2 | 7  | 3  | +4   |                              | 1–2 |                    | —                    |                 | 5–0                                     |                                      |
| 4    | San Vicente y las Granadinas | 3    | 4  | 1 | 0 | 3 | 3  | 16 | −13  |                              |     |                    | 0–1                  | —               | 3–0                                     |                                      |
| 5    | Islas Vírgenes Británicas    | 0    | 4  | 0 | 0 | 4 | 0  | 19 | −19  |                              | 0–8 | 0–3                |                      |                 | —                                       |                                      |

 Fuente: FIFA
Criterios de clasificación: criterios FIFA de desempate.
| \| Fecha \| Lugar \| Local \| \| Resultado \| \| Visitante \| \| ------------------- \| ------------------------------- \| ---------------------------- \| \| ------------------------------------------------------------------------------------------------------- \| \| ---------------------------- \| \| 24 de marzo de 2021 \| Ciudad de Guatemala \| Guatemala \| \| 1 – 0 (enlace roto disponible en Internet Archive; véase el historial, la primera versión y la última). \| \| Cuba \| \| 25 de marzo de 2021 \| Willemstad \| Curazao \| \| 5 – 0 Archivado el 14 de abril de 2021 en Wayback Machine. \| \| San Vicente y las Granadinas \| \| 27 de marzo de 2021 \| Willemstad (Curazao) \| Islas Vírgenes Británicas \| \| 0 – 3 (enlace roto disponible en Internet Archive; véase el historial, la primera versión y la última). \| \| Guatemala \| \| 28 de marzo de 2021 \| Ciudad de Guatemala (Guatemala) \| Cuba \| \| 1 – 2 Archivado el 14 de abril de 2021 en Wayback Machine. \| \| Curazao \| \| 30 de marzo de 2021 \| Willemstad (Curazao) \| San Vicente y las Granadinas \| \| 3 – 0 Archivado el 14 de abril de 2021 en Wayback Machine. \| \| Islas Vírgenes Británicas \| \| 2 de junio de 2021 \| Ciudad de Guatemala (Guatemala) \| Cuba \| \| 5 – 0 Archivado el 2 de junio de 2021 en Wayback Machine. \| \| Islas Vírgenes Británicas \| \| 4 de junio de 2021 \| Ciudad de Guatemala (Guatemala) \| Guatemala \| \| 10 – 0 Archivado el 4 de junio de 2021 en Wayback Machine. \| \| San Vicente y las Granadinas \| \| 5 de junio de 2021 \| Ciudad de Guatemala (Guatemala) \| Islas Vírgenes Británicas \| \| 0 – 8 Archivado el 5 de junio de 2021 en Wayback Machine. \| \| Curazao \| \| 8 de junio de 2021 \| Saint George (Granada) \| San Vicente y las Granadinas \| \| 0 – 1 Archivado el 21 de junio de 2021 en Wayback Machine. \| \| Cuba \| \| 8 de junio de 2021 \| Willemstad \| Curazao \| \| 0 – 0 Archivado el 9 de junio de 2021 en Wayback Machine. \| \| Guatemala \| |                                 |                              |                                         | |                                         |                              |
| Fecha | Lugar                           | Local                        |                                         | Resultado                                                                                               |                                         | Visitante                    |
| 24 de marzo de 2021 | Ciudad de Guatemala             | Guatemala                    | Bandera de Guatemala                    | 1 – 0 (enlace roto disponible en Internet Archive; véase el historial, la primera versión y la última). | Bandera de Cuba                         | Cuba                         |
| 25 de marzo de 2021 | Willemstad                      | Curazao                      | Bandera de Curazao                      | 5 – 0 Archivado el 14 de abril de 2021 en Wayback Machine.                                              | Bandera de San Vicente y las Granadinas | San Vicente y las Granadinas |
| 27 de marzo de 2021 | Willemstad (Curazao)            | Islas Vírgenes Británicas    | Bandera de Islas Vírgenes Británicas    | 0 – 3 (enlace roto disponible en Internet Archive; véase el historial, la primera versión y la última). | Bandera de Guatemala                    | Guatemala                    |
| 28 de marzo de 2021 | Ciudad de Guatemala (Guatemala) | Cuba                         | Bandera de Cuba                         | 1 – 2 Archivado el 14 de abril de 2021 en Wayback Machine.                                              | Bandera de Curazao                      | Curazao                      |
| 30 de marzo de 2021 | Willemstad (Curazao)            | San Vicente y las Granadinas | Bandera de San Vicente y las Granadinas | 3 – 0 Archivado el 14 de abril de 2021 en Wayback Machine.                                              | Bandera de Islas Vírgenes Británicas    | Islas Vírgenes Británicas    |
| 2 de junio de 2021 | Ciudad de Guatemala (Guatemala) | Cuba                         | Bandera de Cuba                         | 5 – 0 Archivado el 2 de junio de 2021 en Wayback Machine.                                               | Bandera de Islas Vírgenes Británicas    | Islas Vírgenes Británicas    |
| 4 de junio de 2021 | Ciudad de Guatemala (Guatemala) | Guatemala                    | Bandera de Guatemala                    | 10 – 0 Archivado el 4 de junio de 2021 en Wayback Machine.                                              | Bandera de San Vicente y las Granadinas | San Vicente y las Granadinas |
| 5 de junio de 2021 | Ciudad de Guatemala (Guatemala) | Islas Vírgenes Británicas    | Bandera de Islas Vírgenes Británicas    | 0 – 8 Archivado el 5 de junio de 2021 en Wayback Machine.                                               | Bandera de Curazao                      | Curazao                      |
| 8 de junio de 2021 | Saint George (Granada)          | San Vicente y las Granadinas | Bandera de San Vicente y las Granadinas | 0 – 1 Archivado el 21 de junio de 2021 en Wayback Machine.                                              | Bandera de Cuba                         | Cuba                         |
| 8 de junio de 2021 | Willemstad                      | Curazao                      | Bandera de Curazao                      | 0 – 0 Archivado el 9 de junio de 2021 en Wayback Machine.                                               | Bandera de Guatemala                    | Guatemala                    |

### Grupo D
| Pos. | Equipo               | Pts. | PJ | G | E | P | GF | GC | Dif. | Clasificación                |      | Bandera de Panamá | Bandera de la República Dominicana | Bandera de Barbados | Bandera de Dominica | Bandera de Anguila |
| ---- | -------------------- | ---- | -- | - | - | - | -- | -- | ---- | ---------------------------- | ---- | ----------------- | ---------------------------------- | ------------------- | ------------------- | ------------------ |
| 1    | Panamá               | 12   | 4  | 4 | 0 | 0 | 19 | 1  | +18  | Clasifica a la segunda ronda |      | —                 | 3–0                                | 1–0                 |                     |                    |
| 2    | República Dominicana | 7    | 4  | 2 | 1 | 1 | 8  | 4  | +4   |                              |      |                   | —                                  | 1–1                 | 1–0                 |                    |
| 3    | Barbados             | 5    | 4  | 1 | 2 | 1 | 3  | 3  | 0    |                              |      |                   | —                                  | 1–1                 | 1–0                 |                    |
| 4    | Dominica             | 4    | 4  | 1 | 1 | 2 | 5  | 4  | +1   |                              | 1–2  |                   |                                    | —                   | 3–0                 |                    |
| 5    | Anguila              | 0    | 4  | 0 | 0 | 4 | 0  | 23 | −23  |                              | 0–13 | 0–6               |                                    |                     | —                   |                    |

 Fuente: FIFA
Criterios de clasificación: criterios FIFA de desempate.
| \| Fecha \| Lugar \| Local \| \| Resultado \| \| Visitante \| \| ------------------- \| ------------------------------------ \| -------------------- \| \| ------------------------------------------------------------------------------------------------------- \| \| -------------------- \| \| 24 de marzo de 2021 \| Santo Domingo \| República Dominicana \| \| 1 – 0 (enlace roto disponible en Internet Archive; véase el historial, la primera versión y la última). \| \| Dominica \| \| 25 de marzo de 2021 \| Santo Domingo (República Dominicana) \| Panamá \| \| 1 – 0 Archivado el 14 de abril de 2021 en Wayback Machine. \| \| Barbados \| \| 27 de marzo de 2021 \| Fort Lauderdale (Estados Unidos) \| Anguila \| \| 0 – 6 (enlace roto disponible en Internet Archive; véase el historial, la primera versión y la última). \| \| República Dominicana \| \| 28 de marzo de 2021 \| Santo Domingo (República Dominicana) \| Dominica \| \| 1 – 2 (enlace roto disponible en Internet Archive; véase el historial, la primera versión y la última). \| \| Panamá \| \| 30 de marzo de 2021 \| Santo Domingo (República Dominicana) \| Barbados \| \| 1 – 0 Archivado el 14 de abril de 2021 en Wayback Machine. \| \| Anguila \| \| 2 de junio de 2021 \| Santo Domingo (República Dominicana) \| Dominica \| \| 3 – 0 Archivado el 2 de junio de 2021 en Wayback Machine. \| \| Anguila \| \| 4 de junio de 2021 \| Santo Domingo \| República Dominicana \| \| 1 – 1 Archivado el 4 de junio de 2021 en Wayback Machine. \| \| Barbados \| \| 5 de junio de 2021 \| Ciudad de Panamá (Panamá) \| Anguila \| \| 0 – 13 Archivado el 6 de junio de 2021 en Wayback Machine. \| \| Panamá \| \| 8 de junio de 2021 \| Santo Domingo (República Dominicana) \| Barbados \| \| 1 – 1 Archivado el 21 de junio de 2021 en Wayback Machine. \| \| Dominica \| \| 8 de junio de 2021 \| Ciudad de Panamá \| Panamá \| \| 3 – 0 Archivado el 9 de junio de 2021 en Wayback Machine. \| \| República Dominicana \| |                                      |                      |                                    | |                                    |                      |
| Fecha | Lugar                                | Local                |                                    | Resultado                                                                                               |                                    | Visitante            |
| 24 de marzo de 2021 | Santo Domingo                        | República Dominicana | Bandera de la República Dominicana | 1 – 0 (enlace roto disponible en Internet Archive; véase el historial, la primera versión y la última). | Bandera de Dominica                | Dominica             |
| 25 de marzo de 2021 | Santo Domingo (República Dominicana) | Panamá               | Bandera de Panamá                  | 1 – 0 Archivado el 14 de abril de 2021 en Wayback Machine.                                              | Bandera de Barbados                | Barbados             |
| 27 de marzo de 2021 | Fort Lauderdale (Estados Unidos)     | Anguila              | Bandera de Anguila                 | 0 – 6 (enlace roto disponible en Internet Archive; véase el historial, la primera versión y la última). | Bandera de la República Dominicana | República Dominicana |
| 28 de marzo de 2021 | Santo Domingo (República Dominicana) | Dominica             | Bandera de Dominica                | 1 – 2 (enlace roto disponible en Internet Archive; véase el historial, la primera versión y la última). | Bandera de Panamá                  | Panamá               |
| 30 de marzo de 2021 | Santo Domingo (República Dominicana) | Barbados             | Bandera de Barbados                | 1 – 0 Archivado el 14 de abril de 2021 en Wayback Machine.                                              | Bandera de Anguila                 | Anguila              |
| 2 de junio de 2021 | Santo Domingo (República Dominicana) | Dominica             | Bandera de Dominica                | 3 – 0 Archivado el 2 de junio de 2021 en Wayback Machine.                                               | Bandera de Anguila                 | Anguila              |
| 4 de junio de 2021 | Santo Domingo                        | República Dominicana | Bandera de la República Dominicana | 1 – 1 Archivado el 4 de junio de 2021 en Wayback Machine.                                               | Bandera de Barbados                | Barbados             |
| 5 de junio de 2021 | Ciudad de Panamá (Panamá)            | Anguila              | Bandera de Anguila                 | 0 – 13 Archivado el 6 de junio de 2021 en Wayback Machine.                                              | Bandera de Panamá                  | Panamá               |
| 8 de junio de 2021 | Santo Domingo (República Dominicana) | Barbados             | Bandera de Barbados                | 1 – 1 Archivado el 21 de junio de 2021 en Wayback Machine.                                              | Bandera de Dominica                | Dominica             |
| 8 de junio de 2021 | Ciudad de Panamá                     | Panamá               | Bandera de Panamá                  | 3 – 0 Archivado el 9 de junio de 2021 en Wayback Machine.                                               | Bandera de la República Dominicana | República Dominicana |

### Grupo E
| Pos. | Equipo                | Pts. | PJ | G | E | P | GF | GC | Dif. | Clasificación                |      | Bandera de Haití | Bandera de Nicaragua | Bandera de Belice | Bandera de Islas Turcas y Caicos | Bandera de Santa Lucía |
| ---- | --------------------- | ---- | -- | - | - | - | -- | -- | ---- | ---------------------------- | ---- | ---------------- | -------------------- | ----------------- | -------------------------------- | ---------------------- |
| 1    | Haití                 | 9    | 3  | 3 | 0 | 0 | 13 | 0  | +13  | Clasifica a la segunda ronda |      | —                | 1–0                  | 2–0               |                                  |                        |
| 2    | Nicaragua             | 6    | 3  | 2 | 0 | 1 | 10 | 1  | +9   |                              |      |                  | —                    | 3–0               |                                  | —                      |
| 3    | Belice                | 3    | 3  | 1 | 0 | 2 | 5  | 5  | 0    |                              |      |                  | —                    | 5–0               | —                                |                        |
| 4    | Islas Turcas y Caicos | 0    | 3  | 0 | 0 | 3 | 0  | 22 | −22  |                              | 0–10 | 0–7              |                      | —                 |                                  |                        |
| 5    | Santa Lucía           | 0    | 0  | 0 | 0 | 0 | 0  | 0  | 0    | Retirado                     |      | —                |                      |                   | —                                | —                      |

 Fuente: FIFA
Criterios de clasificación: criterios FIFA de desempate.
| \| Fecha \| Lugar \| Local \| \| Resultado \| \| Visitante \| \| ------------------- \| ------------------------------------ \| --------------------- \| \| --------- \| \| --------------------- \| \| Cancelado \| \| Nicaragua \| \| – \| \| Santa Lucía \| \| 25 de marzo de 2021 \| Puerto Príncipe \| Haití \| \| 2 – 0 \| \| Belice \| \| 27 de marzo de 2021 \| San Cristóbal (República Dominicana) \| Islas Turcas y Caicos \| \| 0 – 7 \| \| Nicaragua \| \| Cancelado \| \| Santa Lucía \| \| – \| \| Haití \| \| 30 de marzo de 2021 \| San Cristóbal (República Dominicana) \| Belice \| \| 5 – 0 \| \| Islas Turcas y Caicos \| \| Cancelado \| \| Santa Lucía \| \| – \| \| Islas Turcas y Caicos \| \| 4 de junio de 2021 \| Managua \| Nicaragua \| \| 3 – 0 \| \| Belice \| \| 5 de junio de 2021 \| Providenciales \| Islas Turcas y Caicos \| \| 0 – 10 \| \| Haití \| \| Cancelado \| \| Belice \| \| – \| \| Santa Lucía \| \| 8 de junio de 2021 \| Puerto Príncipe \| Haití \| \| 1 – 0 \| \| Nicaragua \| |                                      |                       |                                  |           |                                  |                       |
| Fecha | Lugar                                | Local                 |                                  | Resultado |                                  | Visitante             |
| Cancelado |                                      | Nicaragua             | Bandera de Nicaragua             | –         | Bandera de Santa Lucía           | Santa Lucía           |
| 25 de marzo de 2021 | Puerto Príncipe                      | Haití                 | Bandera de Haití                 | 2 – 0     | Bandera de Belice                | Belice                |
| 27 de marzo de 2021 | San Cristóbal (República Dominicana) | Islas Turcas y Caicos | Bandera de Islas Turcas y Caicos | 0 – 7     | Bandera de Nicaragua             | Nicaragua             |
| Cancelado |                                      | Santa Lucía           | Bandera de Santa Lucía           | –         | Bandera de Haití                 | Haití                 |
| 30 de marzo de 2021 | San Cristóbal (República Dominicana) | Belice                | Bandera de Belice                | 5 – 0     | Bandera de Islas Turcas y Caicos | Islas Turcas y Caicos |
| Cancelado |                                      | Santa Lucía           | Bandera de Santa Lucía           | –         | Bandera de Islas Turcas y Caicos | Islas Turcas y Caicos |
| 4 de junio de 2021 | Managua                              | Nicaragua             | Bandera de Nicaragua             | 3 – 0     | Bandera de Belice                | Belice                |
| 5 de junio de 2021 | Providenciales                       | Islas Turcas y Caicos | Bandera de Islas Turcas y Caicos | 0 – 10    | Bandera de Haití                 | Haití                 |
| Cancelado |                                      | Belice                | Bandera de Belice                | –         | Bandera de Santa Lucía           | Santa Lucía           |
| 8 de junio de 2021 | Puerto Príncipe                      | Haití                 | Bandera de Haití                 | 1 – 0     | Bandera de Nicaragua             | Nicaragua             |

### Grupo F
| Pos. | Equipo                 | Pts. | PJ | G | E | P | GF | GC | Dif. | Clasificación                |     | Bandera de San Cristobal y Nieves | Bandera de Trinidad y Tobago | Bandera de Puerto Rico | Bandera de Guyana | Bandera de Bahamas |
| ---- | ---------------------- | ---- | -- | - | - | - | -- | -- | ---- | ---------------------------- | --- | --------------------------------- | ---------------------------- | ---------------------- | ----------------- | ------------------ |
| 1    | San Cristóbal y Nieves | 9    | 4  | 3 | 0 | 1 | 8  | 2  | +6   | Clasifica a la segunda ronda |     | —                                 |                              | 1–0                    | 3–0               |                    |
| 2    | Trinidad y Tobago      | 8    | 4  | 2 | 2 | 0 | 6  | 1  | +5   |                              |     | 2–0                               | —                            |                        | 3–0               |                    |
| 3    | Puerto Rico            | 7    | 4  | 2 | 1 | 1 | 10 | 2  | +8   |                              |     | 1–1                               | —                            |                        | 7–0               |                    |
| 4    | Guyana                 | 3    | 4  | 1 | 0 | 3 | 4  | 8  | −4   |                              |     |                                   | 0–2                          | —                      | 4–0               |                    |
| 5    | Bahamas                | 1    | 4  | 0 | 1 | 3 | 0  | 15 | −15  |                              | 0–4 | 0–0                               |                              |                        | —                 |                    |

 Fuente: FIFA
Criterios de clasificación: criterios FIFA de desempate.
| \| Fecha \| Lugar \| Local \| \| Resultado \| \| Visitante \| \| ------------------- \| ------------------------------------ \| ---------------------- \| \| --------- \| \| ---------------------- \| \| 24 de marzo de 2021 \| San Cristóbal (República Dominicana) \| San Cristóbal y Nieves \| \| 1 – 0 \| \| Puerto Rico \| \| 25 de marzo de 2021 \| San Cristóbal (República Dominicana) \| Trinidad y Tobago \| \| 3 – 0 \| \| Guyana \| \| 27 de marzo de 2021 \| Nasáu \| Bahamas \| \| 0 – 4 \| \| San Cristóbal y Nieves \| \| 28 de marzo de 2021 \| Mayagüez \| Puerto Rico \| \| 1 – 1 \| \| Trinidad y Tobago \| \| 30 de marzo de 2021 \| Santo Domingo (República Dominicana) \| Guyana \| \| 4 – 0 \| \| Bahamas \| \| 2 de junio de 2021 \| Mayagüez \| Puerto Rico \| \| 7 – 0 \| \| Bahamas \| \| 4 de junio de 2021 \| Basseterre \| San Cristóbal y Nieves \| \| 3 – 0 \| \| Guyana \| \| 5 de junio de 2021 \| Nasáu \| Bahamas \| \| 0 – 0 \| \| Trinidad y Tobago \| \| 8 de junio de 2021 \| Basseterre (San Cristóbal y Nieves) \| Guyana \| \| 0 – 2 \| \| Puerto Rico \| \| 8 de junio de 2021 \| Santo Domingo (República Dominicana) \| Trinidad y Tobago \| \| 2 – 0 \| \| San Cristóbal y Nieves \| |                                      |                        |                                   |           |                                   |                        |
| Fecha | Lugar                                | Local                  |                                   | Resultado |                                   | Visitante              |
| 24 de marzo de 2021 | San Cristóbal (República Dominicana) | San Cristóbal y Nieves | Bandera de San Cristobal y Nieves | 1 – 0     | Bandera de Puerto Rico            | Puerto Rico            |
| 25 de marzo de 2021 | San Cristóbal (República Dominicana) | Trinidad y Tobago      | Bandera de Trinidad y Tobago      | 3 – 0     | Bandera de Guyana                 | Guyana                 |
| 27 de marzo de 2021 | Nasáu                                | Bahamas                | Bandera de Bahamas                | 0 – 4     | Bandera de San Cristobal y Nieves | San Cristóbal y Nieves |
| 28 de marzo de 2021 | Mayagüez                             | Puerto Rico            | Bandera de Puerto Rico            | 1 – 1     | Bandera de Trinidad y Tobago      | Trinidad y Tobago      |
| 30 de marzo de 2021 | Santo Domingo (República Dominicana) | Guyana                 | Bandera de Guyana                 | 4 – 0     | Bandera de Bahamas                | Bahamas                |
| 2 de junio de 2021 | Mayagüez                             | Puerto Rico            | Bandera de Puerto Rico            | 7 – 0     | Bandera de Bahamas                | Bahamas                |
| 4 de junio de 2021 | Basseterre                           | San Cristóbal y Nieves | Bandera de San Cristobal y Nieves | 3 – 0     | Bandera de Guyana                 | Guyana                 |
| 5 de junio de 2021 | Nasáu                                | Bahamas                | Bandera de Bahamas                | 0 – 0     | Bandera de Trinidad y Tobago      | Trinidad y Tobago      |
| 8 de junio de 2021 | Basseterre (San Cristóbal y Nieves)  | Guyana                 | Bandera de Guyana                 | 0 – 2     | Bandera de Puerto Rico            | Puerto Rico            |
| 8 de junio de 2021 | Santo Domingo (República Dominicana) | Trinidad y Tobago      | Bandera de Trinidad y Tobago      | 2 – 0     | Bandera de San Cristobal y Nieves | San Cristóbal y Nieves |

## Segunda ronda
| Equipo 1    | Agr. | Equipo 2               | Ida | Vuelta |
| ----------- | ---- | ---------------------- | --- | ------ |
| El Salvador | 6–0  | San Cristóbal y Nieves | 4–0 | 2–0    |
| Canadá      | 4–0  | Haití                  | 1–0 | 3–0    |
| Curazao     | 1–2  | Panamá                 | 1–2 | 0–0    |

## Tercera ronda (Octagonal final)
| Pos. | Equipo         | Pts. | PJ | G | E | P  | GF | GC | Dif. | Clasificación     |     | Bandera de Canadá | Bandera de México | Bandera de Estados Unidos | Bandera de Costa Rica | Bandera de Panamá | Bandera de Jamaica | Bandera de El Salvador | Bandera de Honduras |
| ---- | -------------- | ---- | -- | - | - | -- | -- | -- | ---- | ----------------- | --- | ----------------- | ----------------- | ------------------------- | --------------------- | ----------------- | ------------------ | ---------------------- | ------------------- |
| 1    | Canadá         | 28   | 14 | 8 | 4 | 2  | 23 | 7  | +16  | Copa Mundial 2022 |     | —                 | 2–1               | 2–0                       | 1–0                   | 4–1               | 4–0                | 3–0                    | 1–1                 |
| 2    | México         | 28   | 14 | 8 | 4 | 2  | 17 | 8  | +9   | Copa Mundial 2022 |     | 1–1               | —                 | 0–0                       | 0–0                   | 1–0               | 2–1                | 2–0                    | 3–0                 |
| 3    | Estados Unidos | 25   | 14 | 7 | 4 | 3  | 21 | 10 | +11  | Copa Mundial 2022 |     | 1–1               | 2–0               | —                         | 2–1                   | 5–1               | 2–0                | 1–0                    | 3–0                 |
| 4    | Costa Rica     | 25   | 14 | 7 | 4 | 3  | 13 | 8  | +5   | Repesca           |     | 1–0               | 0–1               | 2–0                       | —                     | 1–0               | 1–1                | 2–1                    | 2–1                 |
| 5    | Panamá         | 21   | 14 | 6 | 3 | 5  | 17 | 19 | −2   |                   |     | 1–0               | 1–1               | 1–0                       | 0–0                   | —                 | 3–2                | 2–1                    | 1–1                 |
| 6    | Jamaica        | 11   | 14 | 2 | 5 | 7  | 12 | 22 | −10  |                   | 0–0 | 1–2               | 1–1               | 0–1                       | 0–3                   | —                 | 1–1                | 2–1                    |                     |
| 7    | El Salvador    | 10   | 14 | 2 | 4 | 8  | 8  | 18 | −10  |                   | 0–2 | 0–2               | 0–0               | 1–2                       | 1–0                   | 1–1               | —                  | 0–0                    |                     |
| 8    | Honduras       | 4    | 14 | 0 | 4 | 10 | 7  | 26 | −19  |                   | 0–2 | 0–1               | 1–4               | 0–0                       | 2–3                   | 0–2               | 0–2                | —                      |                     |

 Fuente: FIFA
Criterios de clasificación: criterios FIFA de desempate.

### Evolución de la clasificación
| País/Fecha     | 1 | 2 | 3 | 4 | 5 | 6 | 7 | 8 | 9 | 10 | 11 | 12 | 13 | 14 |
| -------------- | - | - | - | - | - | - | - | - | - | -- | -- | -- | -- | -- |
| Canadá         | 3 | 3 | 2 | 3 | 4 | 3 | 3 | 1 | 1 | 1  | 1  | 1  | 1  | 1  |
| México         | 1 | 1 | 1 | 2 | 1 | 1 | 2 | 3 | 3 | 3  | 3  | 3  | 3  | 2  |
| Estados Unidos | 7 | 5 | 3 | 1 | 2 | 2 | 1 | 2 | 2 | 2  | 2  | 2  | 2  | 3  |
| Costa Rica     | 4 | 7 | 5 | 6 | 5 | 5 | 5 | 5 | 5 | 5  | 5  | 4  | 4  | 4  |
| Panamá         | 5 | 2 | 4 | 4 | 3 | 4 | 4 | 4 | 4 | 4  | 4  | 5  | 5  | 5  |
| Jamaica        | 8 | 8 | 8 | 8 | 8 | 6 | 6 | 6 | 6 | 7  | 7  | 7  | 7  | 6  |
| El Salvador    | 6 | 6 | 7 | 5 | 6 | 7 | 7 | 7 | 7 | 6  | 6  | 6  | 6  | 7  |
| Honduras       | 2 | 4 | 6 | 7 | 7 | 8 | 8 | 8 | 8 | 8  | 8  | 8  | 8  | 8  |

### Resultados
| \| Fecha \| Lugar \| Local \| \| Resultado \| \| Visitante \| \| ----------------------- \| ---------------- \| -------------- \| \| --------- \| \| -------------- \| \| 2 de septiembre de 2021 \| Toronto \| Canadá \| \| 1 – 1 \| \| Honduras \| \| 2 de septiembre de 2021 \| Ciudad de Panamá \| Panamá \| \| 0 – 0 \| \| Costa Rica \| \| 2 de septiembre de 2021 \| Ciudad de México \| México \| \| 2 – 1 \| \| Jamaica \| \| 2 de septiembre de 2021 \| San Salvador \| El Salvador \| \| 0 – 0 \| \| Estados Unidos \| \| 5 de septiembre de 2021 \| Kingston \| Jamaica \| \| 0 – 3 \| \| Panamá \| \| 5 de septiembre de 2021 \| San José \| Costa Rica \| \| 0 – 1 \| \| México \| \| 5 de septiembre de 2021 \| San Salvador \| El Salvador \| \| 0 – 0 \| \| Honduras \| \| 5 de septiembre de 2021 \| Nashville \| Estados Unidos \| \| 1 – 1 \| \| Canadá \| \| 8 de septiembre de 2021 \| Toronto \| Canadá \| \| 3 – 0 \| \| El Salvador \| \| 8 de septiembre de 2021 \| Ciudad de Panamá \| Panamá \| \| 1 – 1 \| \| México \| \| 8 de septiembre de 2021 \| San José \| Costa Rica \| \| 1 – 1 \| \| Jamaica \| \| 8 de septiembre de 2021 \| San Pedro Sula \| Honduras \| \| 1 – 4 \| \| Estados Unidos \| \| 7 de octubre de 2021 \| Austin \| Estados Unidos \| \| 2 – 0 \| \| Jamaica \| \| 7 de octubre de 2021 \| San Pedro Sula \| Honduras \| \| 0 – 0 \| \| Costa Rica \| \| 7 de octubre de 2021 \| Ciudad de México \| México \| \| 1 – 1 \| \| Canadá \| \| 7 de octubre de 2021 \| San Salvador \| El Salvador \| \| 1 – 0 \| \| Panamá \| \| 10 de octubre de 2021 \| Kingston \| Jamaica \| \| 0 – 0 \| \| Canadá \| \| 10 de octubre de 2021 \| Ciudad de Panamá \| Panamá \| \| 1 – 0 \| \| Estados Unidos \| \| 10 de octubre de 2021 \| San José \| Costa Rica \| \| 2 – 1 \| \| El Salvador \| \| 10 de octubre de 2021 \| Ciudad de México \| México \| \| 3 – 0 \| \| Honduras \| \| 13 de octubre de 2021 \| Columbus \| Estados Unidos \| \| 2 – 1 \| \| Costa Rica \| \| 13 de octubre de 2021 \| Toronto \| Canadá \| \| 4 – 1 \| \| Panamá \| \| 13 de octubre de 2021 \| San Pedro Sula \| Honduras \| \| 0 – 2 \| \| Jamaica \| \| 13 de octubre de 2021 \| San Salvador \| El Salvador \| \| 0 – 2 \| \| México \| \| 12 de noviembre de 2021 \| San Pedro Sula \| Honduras \| \| 2 – 3 \| \| Panamá \| \| 12 de noviembre de 2021 \| San Salvador \| El Salvador \| \| 1 – 1 \| \| Jamaica \| \| 12 de noviembre de 2021 \| Edmonton \| Canadá \| \| 1 – 0 \| \| Costa Rica \| \| 12 de noviembre de 2021 \| Cincinnati \| Estados Unidos \| \| 2 – 0 \| \| México \| \| 16 de noviembre de 2021 \| Kingston \| Jamaica \| \| 1 – 1 \| \| Estados Unidos \| \| 16 de noviembre de 2021 \| Ciudad de Panamá \| Panamá \| \| 2 – 1 \| \| El Salvador \| \| 16 de noviembre de 2021 \| San José \| Costa Rica \| \| 2 – 1 \| \| Honduras \| \| 16 de noviembre de 2021 \| Edmonton \| Canadá \| \| 2 – 1 \| \| México \| \| 27 de enero de 2022 \| Kingston \| Jamaica \| \| 1 – 2 \| \| México \| \| 27 de enero de 2022 \| Columbus \| Estados Unidos \| \| 1 – 0 \| \| El Salvador \| \| 27 de enero de 2022 \| San Pedro Sula \| Honduras \| \| 0 – 2 \| \| Canadá \| \| 27 de enero de 2022 \| San José \| Costa Rica \| \| 1 – 0 \| \| Panamá \| \| 30 de enero de 2022 \| Hamilton \| Canadá \| \| 2 – 0 \| \| Estados Unidos \| \| 30 de enero de 2022 \| Ciudad de Panamá \| Panamá \| \| 3 – 2 \| \| Jamaica \| \| 30 de enero de 2022 \| Ciudad de México \| México \| \| 0 – 0 \| \| Costa Rica \| \| 30 de enero de 2022 \| San Pedro Sula \| Honduras \| \| 0 – 2 \| \| El Salvador \| \| 2 de febrero de 2022 \| Kingston \| Jamaica \| \| 0 – 1 \| \| Costa Rica \| \| 2 de febrero de 2022 \| Saint Paul \| Estados Unidos \| \| 3 – 0 \| \| Honduras \| \| 2 de febrero de 2022 \| San Salvador \| El Salvador \| \| 0 – 2 \| \| Canadá \| \| 2 de febrero de 2022 \| Ciudad de México \| México \| \| 1 – 0 \| \| Panamá \| \| 24 de marzo de 2022 \| Kingston \| Jamaica \| \| 1 – 1 \| \| El Salvador \| \| 24 de marzo de 2022 \| Ciudad de Panamá \| Panamá \| \| 1 – 1 \| \| Honduras \| \| 24 de marzo de 2022 \| Ciudad de México \| México \| \| 0 – 0 \| \| Estados Unidos \| \| 24 de marzo de 2022 \| San José \| Costa Rica \| \| 1 – 0 \| \| Canadá \| \| 27 de marzo de 2022 \| Toronto \| Canadá \| \| 4 – 0 \| \| Jamaica \| \| 27 de marzo de 2022 \| San Salvador \| El Salvador \| \| 1 – 2 \| \| Costa Rica \| \| 27 de marzo de 2022 \| Orlando \| Estados Unidos \| \| 5 – 1 \| \| Panamá \| \| 27 de marzo de 2022 \| San Pedro Sula \| Honduras \| \| 0 – 1 \| \| México \| \| 30 de marzo de 2022 \| Ciudad de México \| México \| \| 2 – 0 \| \| El Salvador \| \| 30 de marzo de 2022 \| San José \| Costa Rica \| \| 2 – 0 \| \| Estados Unidos \| \| 30 de marzo de 2022 \| Ciudad de Panamá \| Panamá \| \| 1 – 0 \| \| Canadá \| \| 30 de marzo de 2022 \| Kingston \| Jamaica \| \| 2 – 1 \| \| Honduras \| |                  |                |                           |           |                           |                |
| Fecha | Lugar            | Local          |                           | Resultado |                           | Visitante      |
| 2 de septiembre de 2021 | Toronto          | Canadá         | Bandera de Canadá         | 1 – 1     | Bandera de Honduras       | Honduras       |
| 2 de septiembre de 2021 | Ciudad de Panamá | Panamá         | Bandera de Panamá         | 0 – 0     | Bandera de Costa Rica     | Costa Rica     |
| 2 de septiembre de 2021 | Ciudad de México | México         | Bandera de México         | 2 – 1     | Bandera de Jamaica        | Jamaica        |
| 2 de septiembre de 2021 | San Salvador     | El Salvador    | Bandera de El Salvador    | 0 – 0     | Bandera de Estados Unidos | Estados Unidos |
| 5 de septiembre de 2021 | Kingston         | Jamaica        | Bandera de Jamaica        | 0 – 3     | Bandera de Panamá         | Panamá         |
| 5 de septiembre de 2021 | San José         | Costa Rica     | Bandera de Costa Rica     | 0 – 1     | Bandera de México         | México         |
| 5 de septiembre de 2021 | San Salvador     | El Salvador    | Bandera de El Salvador    | 0 – 0     | Bandera de Honduras       | Honduras       |
| 5 de septiembre de 2021 | Nashville        | Estados Unidos | Bandera de Estados Unidos | 1 – 1     | Bandera de Canadá         | Canadá         |
| 8 de septiembre de 2021 | Toronto          | Canadá         | Bandera de Canadá         | 3 – 0     | Bandera de El Salvador    | El Salvador    |
| 8 de septiembre de 2021 | Ciudad de Panamá | Panamá         | Bandera de Panamá         | 1 – 1     | Bandera de México         | México         |
| 8 de septiembre de 2021 | San José         | Costa Rica     | Bandera de Costa Rica     | 1 – 1     | Bandera de Jamaica        | Jamaica        |
| 8 de septiembre de 2021 | San Pedro Sula   | Honduras       | Bandera de Honduras       | 1 – 4     | Bandera de Estados Unidos | Estados Unidos |
| 7 de octubre de 2021 | Austin           | Estados Unidos | Bandera de Estados Unidos | 2 – 0     | Bandera de Jamaica        | Jamaica        |
| 7 de octubre de 2021 | San Pedro Sula   | Honduras       | Bandera de Honduras       | 0 – 0     | Bandera de Costa Rica     | Costa Rica     |
| 7 de octubre de 2021 | Ciudad de México | México         | Bandera de México         | 1 – 1     | Bandera de Canadá         | Canadá         |
| 7 de octubre de 2021 | San Salvador     | El Salvador    | Bandera de El Salvador    | 1 – 0     | Bandera de Panamá         | Panamá         |
| 10 de octubre de 2021 | Kingston         | Jamaica        | Bandera de Jamaica        | 0 – 0     | Bandera de Canadá         | Canadá         |
| 10 de octubre de 2021 | Ciudad de Panamá | Panamá         | Bandera de Panamá         | 1 – 0     | Bandera de Estados Unidos | Estados Unidos |
| 10 de octubre de 2021 | San José         | Costa Rica     | Bandera de Costa Rica     | 2 – 1     | Bandera de El Salvador    | El Salvador    |
| 10 de octubre de 2021 | Ciudad de México | México         | Bandera de México         | 3 – 0     | Bandera de Honduras       | Honduras       |
| 13 de octubre de 2021 | Columbus         | Estados Unidos | Bandera de Estados Unidos | 2 – 1     | Bandera de Costa Rica     | Costa Rica     |
| 13 de octubre de 2021 | Toronto          | Canadá         | Bandera de Canadá         | 4 – 1     | Bandera de Panamá         | Panamá         |
| 13 de octubre de 2021 | San Pedro Sula   | Honduras       | Bandera de Honduras       | 0 – 2     | Bandera de Jamaica        | Jamaica        |
| 13 de octubre de 2021 | San Salvador     | El Salvador    | Bandera de El Salvador    | 0 – 2     | Bandera de México         | México         |
| 12 de noviembre de 2021 | San Pedro Sula   | Honduras       | Bandera de Honduras       | 2 – 3     | Bandera de Panamá         | Panamá         |
| 12 de noviembre de 2021 | San Salvador     | El Salvador    | Bandera de El Salvador    | 1 – 1     | Bandera de Jamaica        | Jamaica        |
| 12 de noviembre de 2021 | Edmonton         | Canadá         | Bandera de Canadá         | 1 – 0     | Bandera de Costa Rica     | Costa Rica     |
| 12 de noviembre de 2021 | Cincinnati       | Estados Unidos | Bandera de Estados Unidos | 2 – 0     | Bandera de México         | México         |
| 16 de noviembre de 2021 | Kingston         | Jamaica        | Bandera de Jamaica        | 1 – 1     | Bandera de Estados Unidos | Estados Unidos |
| 16 de noviembre de 2021 | Ciudad de Panamá | Panamá         | Bandera de Panamá         | 2 – 1     | Bandera de El Salvador    | El Salvador    |
| 16 de noviembre de 2021 | San José         | Costa Rica     | Bandera de Costa Rica     | 2 – 1     | Bandera de Honduras       | Honduras       |
| 16 de noviembre de 2021 | Edmonton         | Canadá         | Bandera de Canadá         | 2 – 1     | Bandera de México         | México         |
| 27 de enero de 2022 | Kingston         | Jamaica        | Bandera de Jamaica        | 1 – 2     | Bandera de México         | México         |
| 27 de enero de 2022 | Columbus         | Estados Unidos | Bandera de Estados Unidos | 1 – 0     | Bandera de El Salvador    | El Salvador    |
| 27 de enero de 2022 | San Pedro Sula   | Honduras       | Bandera de Honduras       | 0 – 2     | Bandera de Canadá         | Canadá         |
| 27 de enero de 2022 | San José         | Costa Rica     | Bandera de Costa Rica     | 1 – 0     | Bandera de Panamá         | Panamá         |
| 30 de enero de 2022 | Hamilton         | Canadá         | Bandera de Canadá         | 2 – 0     | Bandera de Estados Unidos | Estados Unidos |
| 30 de enero de 2022 | Ciudad de Panamá | Panamá         | Bandera de Panamá         | 3 – 2     | Bandera de Jamaica        | Jamaica        |
| 30 de enero de 2022 | Ciudad de México | México         | Bandera de México         | 0 – 0     | Bandera de Costa Rica     | Costa Rica     |
| 30 de enero de 2022 | San Pedro Sula   | Honduras       | Bandera de Honduras       | 0 – 2     | Bandera de El Salvador    | El Salvador    |
| 2 de febrero de 2022 | Kingston         | Jamaica        | Bandera de Jamaica        | 0 – 1     | Bandera de Costa Rica     | Costa Rica     |
| 2 de febrero de 2022 | Saint Paul       | Estados Unidos | Bandera de Estados Unidos | 3 – 0     | Bandera de Honduras       | Honduras       |
| 2 de febrero de 2022 | San Salvador     | El Salvador    | Bandera de El Salvador    | 0 – 2     | Bandera de Canadá         | Canadá         |
| 2 de febrero de 2022 | Ciudad de México | México         | Bandera de México         | 1 – 0     | Bandera de Panamá         | Panamá         |
| 24 de marzo de 2022 | Kingston         | Jamaica        | Bandera de Jamaica        | 1 – 1     | Bandera de El Salvador    | El Salvador    |
| 24 de marzo de 2022 | Ciudad de Panamá | Panamá         | Bandera de Panamá         | 1 – 1     | Bandera de Honduras       | Honduras       |
| 24 de marzo de 2022 | Ciudad de México | México         | Bandera de México         | 0 – 0     | Bandera de Estados Unidos | Estados Unidos |
| 24 de marzo de 2022 | San José         | Costa Rica     | Bandera de Costa Rica     | 1 – 0     | Bandera de Canadá         | Canadá         |
| 27 de marzo de 2022 | Toronto          | Canadá         | Bandera de Canadá         | 4 – 0     | Bandera de Jamaica        | Jamaica        |
| 27 de marzo de 2022 | San Salvador     | El Salvador    | Bandera de El Salvador    | 1 – 2     | Bandera de Costa Rica     | Costa Rica     |
| 27 de marzo de 2022 | Orlando          | Estados Unidos | Bandera de Estados Unidos | 5 – 1     | Bandera de Panamá         | Panamá         |
| 27 de marzo de 2022 | San Pedro Sula   | Honduras       | Bandera de Honduras       | 0 – 1     | Bandera de México         | México         |
| 30 de marzo de 2022 | Ciudad de México | México         | Bandera de México         | 2 – 0     | Bandera de El Salvador    | El Salvador    |
| 30 de marzo de 2022 | San José         | Costa Rica     | Bandera de Costa Rica     | 2 – 0     | Bandera de Estados Unidos | Estados Unidos |
| 30 de marzo de 2022 | Ciudad de Panamá | Panamá         | Bandera de Panamá         | 1 – 0     | Bandera de Canadá         | Canadá         |
| 30 de marzo de 2022 | Kingston         | Jamaica        | Bandera de Jamaica        | 2 – 1     | Bandera de Honduras       | Honduras       |

## Repesca intercontinental
| 14 de junio de 2022 | Costa Rica  | 1:0 (1:0) | Nueva Zelanda | Estadio Áhmad bin Ali, Rayán (Catar) |                              |
| 21:00 (UTC+3)       | Campbell 3' | Reporte   |               | Árbitro(s): Mohammed Abdulla         | Árbitro(s): Mohammed Abdulla |

## Estadísticas

### Clasificación general
| Pos. | Equipo                               | Pts | PJ | PG | PE | PP | GF | GC | Dif. | Rend.  |
| ---- | ------------------------------------ | --- | -- | -- | -- | -- | -- | -- | ---- | ------ |
| 1    | Canadá                               | 46  | 20 | 14 | 4  | 2  | 54 | 8  | 46   | 76.67% |
| 2    | México(n)                            | 28  | 14 | 8  | 4  | 2  | 17 | 8  | 9    | 66.67% |
| 3    | Estados Unidos(n)                    | 25  | 14 | 7  | 4  | 3  | 21 | 10 | 11   | 59.52% |
| 4    | Costa Rica(n)                        | 25  | 14 | 7  | 4  | 3  | 13 | 8  | 5    | 59.52% |
| 5    | Panamá                               | 37  | 20 | 11 | 4  | 5  | 38 | 21 | 17   | 61.67% |
| 6    | El Salvador                          | 26  | 20 | 7  | 5  | 8  | 26 | 19 | 7    | 43.33% |
| 7    | Jamaica(n)                           | 11  | 14 | 2  | 5  | 7  | 12 | 22 | -10  | 26.19% |
| 8    | Honduras(n)                          | 4   | 14 | 0  | 4  | 10 | 7  | 26 | -19  | 9.52%  |
| 9    | Curazao                              | 11  | 6  | 3  | 2  | 1  | 16 | 3  | 13   | 61.11% |
| 10   | Haití                                | 9   | 5  | 3  | 0  | 2  | 14 | 4  | 10   | 60%    |
| 11   | San Cristóbal y Nieves               | 9   | 6  | 3  | 0  | 3  | 8  | 8  | 0    | 50%    |
| 12   | Guatemala                            | 10  | 4  | 3  | 1  | 0  | 14 | 0  | 14   | 83.33% |
| 13   | Surinam                              | 9   | 4  | 3  | 0  | 1  | 15 | 4  | 11   | 75%    |
| 14   | Montserrat                           | 8   | 4  | 2  | 2  | 0  | 9  | 4  | 5    | 66.67% |
| 15   | Trinidad y Tobago                    | 8   | 4  | 2  | 2  | 0  | 6  | 1  | 5    | 66.67% |
| 16   | Puerto Rico                          | 7   | 4  | 2  | 1  | 1  | 10 | 2  | 8    | 58.33% |
| 17   | República Dominicana                 | 7   | 4  | 2  | 1  | 1  | 8  | 4  | 4    | 58.33% |
| 18   | Antigua y Barbuda                    | 7   | 4  | 2  | 1  | 1  | 6  | 5  | 1    | 58.33% |
| 19   | Nicaragua                            | 6   | 3  | 2  | 0  | 1  | 10 | 1  | 9    | 66.67% |
| 20   | Cuba                                 | 6   | 4  | 2  | 0  | 2  | 7  | 3  | 4    | 50%    |
| 21   | Barbados                             | 5   | 4  | 1  | 2  | 1  | 2  | 2  | 0    | 41.67% |
| 22   | Dominica                             | 4   | 4  | 1  | 1  | 2  | 5  | 4  | 1    | 33.3%  |
| 23   | Bermudas                             | 4   | 4  | 1  | 1  | 2  | 7  | 12 | -5   | 33.3%  |
| 24   | Belice                               | 3   | 3  | 1  | 0  | 2  | 5  | 5  | 0    | 33.3%  |
| 25   | Granada                              | 3   | 4  | 1  | 0  | 3  | 2  | 5  | -3   | 25%    |
| 26   | Guyana                               | 3   | 4  | 1  | 0  | 3  | 4  | 8  | -4   | 25%    |
| 27   | San Vicente y las Granadinas         | 3   | 4  | 1  | 0  | 2  | 3  | 16 | -13  | 25%    |
| 28   | Aruba                                | 3   | 4  | 1  | 0  | 3  | 3  | 19 | -16  | 25%    |
| 29   | Bahamas                              | 1   | 4  | 0  | 1  | 3  | 0  | 15 | -15  | 8.33%  |
| 30   | Islas Caimán                         | 1   | 4  | 0  | 1  | 3  | 2  | 18 | -16  | 8.33%  |
| 31   | Islas Vírgenes de los Estados Unidos | 0   | 4  | 0  | 0  | 4  | 0  | 15 | -15  | 0%     |
| 32   | Islas Vírgenes Británicas            | 0   | 4  | 0  | 0  | 4  | 0  | 19 | -19  | 0%     |
| 33   | Islas Turcas y Caicos                | 0   | 3  | 0  | 0  | 3  | 0  | 22 | -22  | 0%     |
| 34   | Anguila                              | 0   | 4  | 0  | 0  | 4  | 0  | 23 | -23  | 0%     |

### Goleadores
- Actualizado el 6 de abril de 2022.

| Jugador           | Selección              | Goles | Part. (Min.) |
| ----------------- | ---------------------- | ----- | ------------ |
| Cyle Larin        | Canadá                 | 13    | 13 (969')    |
| Jonathan David    | Canadá                 | 9     | 15 (1330')   |
| David Rugamas     | El Salvador            | 8     | 6 (311')     |
| Cecilio Waterman  | Panamá                 | 7     | 7 (368')     |
| Nigel Hasselbaink | Surinam                | 6     | 4 (295')     |
| Alphonso Davies   | Canadá                 | 5     | 13 (1060')   |
| Lucas Cavallini   | Canadá                 | 5     | 8 (312')     |
| Christian Pulisic | Estados Unidos         | 5     | 10 (612')    |
| Lyle Taylor       | Montserrat             | 5     | 4 (360')     |
| Duckens Nazon     | Haití                  | 4     | 5 (251')     |
| Gabriel Torres    | Panamá                 | 4     | 7 (406')     |
| Rolando Blackburn | Panamá                 | 4     | 14 (793')    |
| Ricardo Rivera    | Puerto Rico            | 4     | 4 (244')     |
| Keithroy Freeman  | San Cristóbal y Nieves | 4     | 5 (367')     |

### Asistencias
- Actualizado el 27 de marzo de 2022.

| Jugador           | Selección      | Asist. | Part. (Min.) |
| ----------------- | -------------- | ------ | ------------ |
| Alphonso Davies   | Canadá         | 8      | 13 (1050')   |
| Jonathan David    | Canadá         | 6      | 15 (1240')   |
| Tajon Buchanan    | Canadá         | 5      | 14 (1032')   |
| David Wotherspoon | Canadá         | 3      | 8 (305')     |
| Jarchinio Antonia | Curazao        | 3      | 5 (346')     |
| Ricardo Pepi      | Estados Unidos | 3      | 9 (579')     |
| César Yanis       | Panamá         | 3      | 17 (661')    |
| Mark-Anthony Kaye | Canadá         | 3      | 13 (793')    |
| Alistair Johnston | Canadá         | 3      | 18 (1298')   |
| Jairo Henríquez   | El Salvador    | 3      | 14 (856')    |

## Clasificados a laCopa Mundial de Fútbol Catar 2022
| Bandera de Canadá       | Bandera de México       | Bandera de Estados Unidos | Bandera de Costa Rica   |
| Canadá                  | México                  | Estados Unidos            | Costa Rica              |
| Primero                 | Segundo                 | Tercero                   | Repesca Concacaf-OFC    |
| Clasificado: 27/03/2022 | Clasificado: 30/03/2022 | Clasificado: 30/03/2022   | Clasificado: 14/06/2022 |